# Tocantins Futebol Clube
El Tocantins Futebol Clube es un equipo de fútbol de Brasil que juega en el Campeonato Tocantinense de Segunda División, la segunda categoría del estado de Tocantins.

## Historia
Fue fundado el 10 de octubre de 1999 en el municipio de Palmas en el estado de Tocantins con el nombre CA Tocantinense y sus colores eran negro y blanco.
En 2002 participa por primera vez en el Campeonato Tocantinense donde termina en último lugar entre 10 equipos. En 2006 camb ia su nombre por el de Tocantins FC, y sus colores los cambia a azul y blanco.
En 2008 gana el Campeonato Tocantinense por primera vez al vencer en la final al Gurupi EC, y con ello logra la clasificación a la Copa de Brasil y a la primera edición del Campeonato Brasileño de Serie D en 2009.
En 2009 participa por primera vez a escala nacional cuando juega en el Campeonato Brasileño de Serie D como el primer participante del estado de Tocantins en la historia del torneo, donde termina eliminado en la primera ronda al terminar en último lugar en su zona y ocupó la posición 33 entre 39 equipos; mientras que en la Copa de Brasil fue eliminado en la primera ronda 0-3 por el Atlético Paranaense del estado de Paraná. En ese mismo año en club toca fondo y desciende del Campeonato Tocantinense por primera vez al terminar en octavo lugar entre 10 equipos.

## Palmarés
- Campeonato Tocantinense: 1

2008